# (32018) Robhenning
2000 HD78 (asteroide 32018) é um asteroide da cintura principal. Possui uma excentricidade de 0.13709340 e uma inclinação de 5.58795º.
Este asteroide foi descoberto no dia 28 de abril de 2000 por LINEAR em Socorro.